# Teutonia lusitanica
 Teutonia lusitanica é um ácaro aquático nadador encontrada em Portugal, com populações na Serra da Estrela, no sudoeste alentejano e em Mértola.